# Saetheria intermedia
Saetheria intermedia är en tvåvingeart som först beskrevs av Linevich 1958.  Saetheria intermedia ingår i släktet Saetheria och familjen fjädermyggor. Inga underarter finns listade i Catalogue of Life.